# Knightaster
Knightaster is een geslacht van zeesterren uit de familie Ganeriidae.

## Soort
- Knightaster bakeri H.E.S. Clark, 1972